# Фрегати проєкту 11356
Фрегати проєкту 11356Р «Буревестник» (за кодифікацією НАТО — фрегати класу «Адмірал Григорович», або Krivak V) — серія російських багатоцільових фрегатів 2-го рангу з керованим ракетним озброєнням ближньої, далекої морської та океанської зони для ВМФ Росії та ВМС Індії.

## Проєкт
Фрегат проєкту 11356Р (літера «Р» — означає «Російський») розроблений Північним проєктно-конструкторським бюро на базі експортного проєкту фрегата для ВМС Індії проєкту 11356 класу «Тальвар» для прискореного поповнення корабельного складу Чорноморського флоту ВМФ Росії, у зв'язку із затягуванням серії фрегатів проєкту 22350 класу «Адмірал Горшков».
Сам проєкт 11356Р є модернізованим проєктом експортного фрегата 11356 типу «Тальвар» створеного для ВМС Індії, який своєю чергою є подальшим розвитком проєкту сторожових кораблів 1135 і 1135М «Буревісник», а також прикордонних сторожових кораблів 11351 «Нерей».
Військово-морський флот СРСР і Морські частини Прикордонних військ КДБ СРСР загалом отримали 39 кораблів різних модифікацій проєкту 1135. Їхні морехідні якості та умови проживання отримали схвалення у моряків.
Фрегати проєкту 11356Р успадкували якості своїх попередників. При цьому новими стали озброєння та електронне оснащення. Так само як і на проєкті 11351 «Нерей», у них з'явився злітно-посадковий майданчик для гелікоптера Ка-27 та ангар для нього. Змінилася архітектура корпусу та надбудови, що відповідає вимогам забезпечення малої помітності. Якщо сторожовики проєктів 1135 і 1135М мають головним чином протичовнову спеціалізацію, то фрегати проєкту 11356Р — багатоцільові кораблі. Основу ударного ракетного озброєння фрегатів становлять універсальні пускові установки 3С14.. Пускові установки здатні використовувати ракети «Калібр» (більшість модифікацій).

## Призначення
Кораблі проєкту призначені для ведення бойових дій проти надводних кораблів та підводних човнів, відбиття атак засобів повітряного нападу як самостійно, так і у складі з'єднання.
Також у їхні завдання входять: оборонні та ударні місії у Чорному морі, а також прилеглих до нього акваторій; демонстрація Військово-морського прапора у Середземному морі та участь в антитерористичних та антипіратських операціях.

## Конструктивні особливості та архітектура
Корпус корабля напівбачний, з подовженим напівбаком і досить повними обводами в надводній частині носового краю. Корабель має тристрову надбудову. Корпус та надбудова корабля сталеві.
При створенні корабля, з метою підвищення його захищеності та живучості, були використані методи архітектурного захисту з урахуванням технології «стелс», а також реалізовані заходи щодо зниження акустичної помітності та захисту від зброї масового ураження.
Як головна енергетична установка типу COGAG використовується одна українська двовальна газо-газотурбінна установка ГГТУ-М7Н1 «Зоря — Машпроект», що складається з двох маршових газотурбінних двигунів економічного ходу ДС-7 по 8450 к.с. та двох форсажних (ГТД) ДТ-59 потужністю по 22000 к.с., що працюють через редуктори на два вали та два гвинти фіксованого кроку (ГФК).
Сумарна потужність ГЕУ — 44 792 кВт (60 900 к.с.).
Електроенергетична система на індійських фрегатах включає 4 китайські дизель-генератори WCM 800/5 сумарною потужністю 3200 кВт; на російських фрегатах інша.

## Озброєння
Озброєння включає вісім відсіків в одній установці вертикального пуску 3С14, універсальну автоматичну 100 мм артилерійську установку А-190, 3К90М в тому установка вертикального пуску 3С90М (що містить 24 ракети 9М317М), дві шестиствольні скорострільні 30 мм установки АК-630М. Протичовновий та протиторпедний захист забезпечують два двотрубні 533 мм торпедні апарати та РБУ 6000.

### УКСК 3С14
Установка вертикального пуску 3С14, встановлена на кораблях проєктів 11356Р і 21631, має обмежені можливості та дозволяє розміщення тільки ракет сімейства «Калібр» 3М14, і не дозволяє розміщення ПКР «Онікс», на відміну від аналогічних УКБК на кораблях проєктів 22350, 20380 та 1144.2М.
За повідомленнями командувачів ВМФ Росії у ЗМІ, ракети «Калібр» можуть вражати надводні цілі на дальності до 500 км та наземні цілі на дальності 1500—2000 км (у неядерному варіанті). У бойовій обстановці комплекс Калібр застосовувався кораблями Каспійської флотилії для завдання ударів по об'єктах у Сирії на відстані до 1500 км.

### Артилерійський комплекс

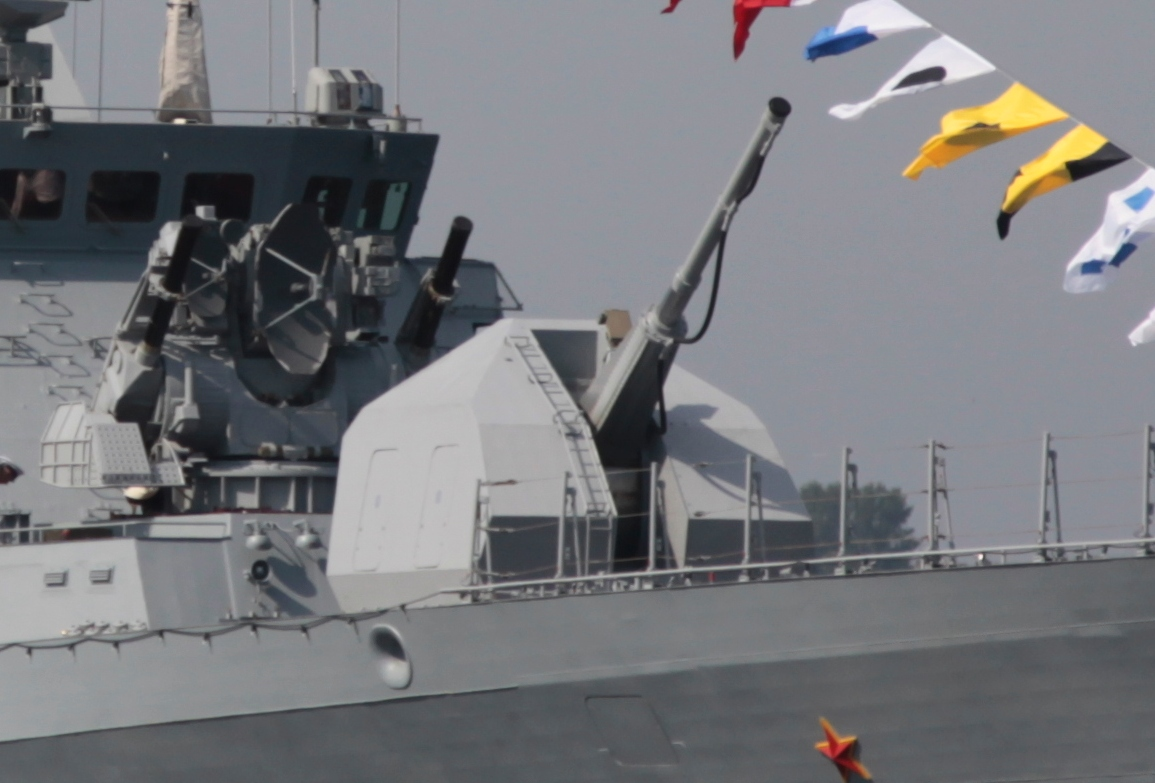
Артилерійська установка А-190 на корветі «Стерегущий»

Для стрільби по повітряних і морських цілях на сторожовому кораблі встановлено новий одногарматний артилерійський комплекс 100-мм калібру, що забезпечує при мінімальному часі реакції високу ефективність стрільби по повітряних, морських і берегових цілях. Складається з одногарматної артилерійської установки А-190 та системи управління стрільбою 5П-10.
Артустановка розроблена нижньогородським ЦНДІ «Бурєвєстнік» та виробляється на його потужностях у кооперації з ВАТ «Мотовіліхінскіє заводи». На сьогодні це найшвидкісніша морська гармата такого калібру. При 2-сторонній подачі боєприпасів А-190 робить 80 пострілів на хвилину і забезпечує ефективну дальність стрільби на відстані близько 20 км.
З метою постановки на кораблі третього рангу (водотоннажністю до 2000 тонн) гармата виконана в полегшеному варіанті. А-190 важить у 2,5 раза менше в порівнянні з артустановкою А-214, що випускалася раніше, маса якої без боєкомплекту становила 35,7 тонн.
Система управління стрільбою 5П-10 «Пума» (розробка — КБ «Аметист», виробництво ВАТ «РАТЕП») забезпечує пошук, захоплення та супровід цілей в автоматичному режимі.

### Інформаційно-керуюча система
Збір та обробку інформації, а також видачу цілевказівки всім комплексам озброєнь та оборони сторожового корабля забезпечує бойова інформаційно-керуюча система (БІКС) «Трєбованіє-М». Спеціально для корабля цього проєкту БІКС «Трєбованіє-М» розробило та виробило АТ «НВФ „Меридіан“» (Санкт-Петербург).
«Трєбованіє-М» самостійно формує завдання для всіх загальнокорабельних комплексів озброєння, виходячи із ситуації небезпеки: визначає кількість пусків та пострілів, відображає інформацію про стан бойових засобів корабля, передає інформацію системам захисту. Система здатна обробляти інформацію, що надходить одночасно від 250 джерел.

### Зенітний ракетний комплекс середньої дальності

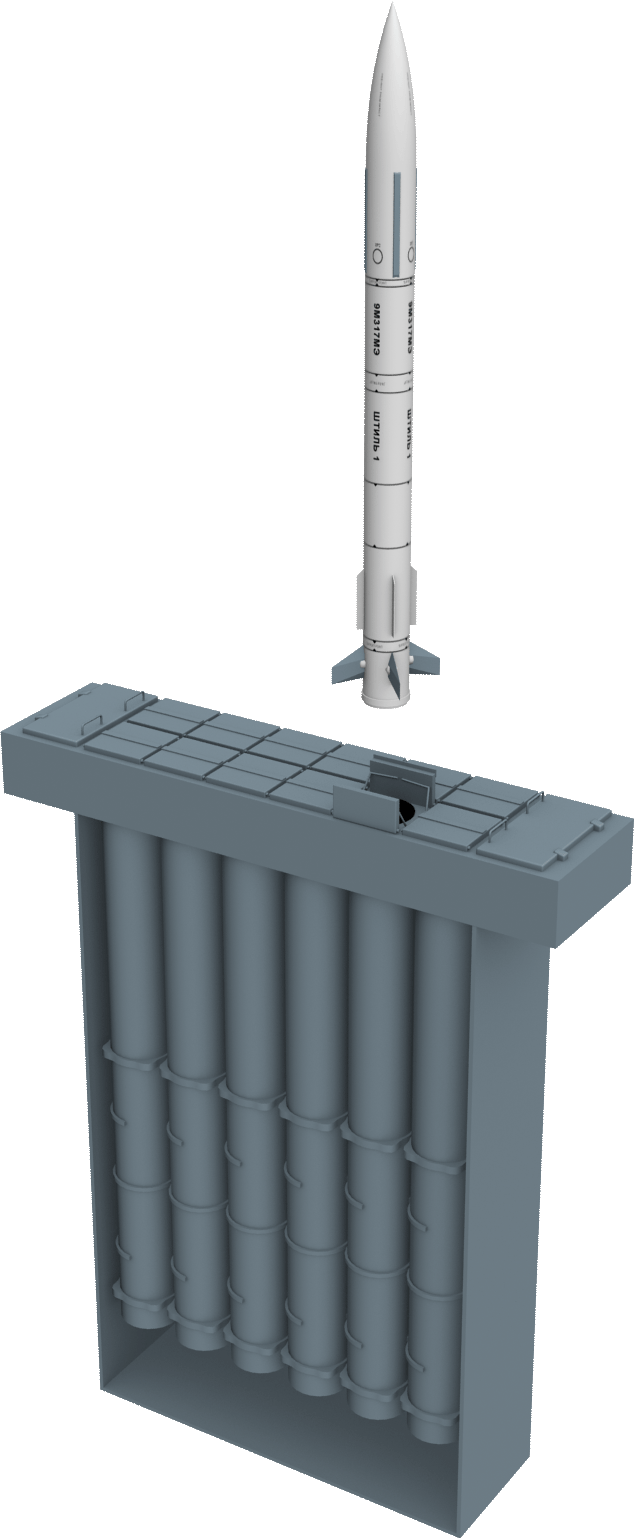
УВП 3С90М та ЗКР 9М317М

Багатоканальний зенітний ракетний комплекс середньої дальності Індекс УРАВ ВМФ 3К90М «Штиль-1» використовується для відбиття масованих атак повітряного противника — на кожну ціль може одночасно наводитись до трьох ракет 9М317М. Очікується, що комплекс буде здатний вражати повітряні цілі, що летять зі швидкістю до 3 км/с на відстані від 2,5 до 70 км і висотах від 5 м до 35 км.

### Зенітний артилерійський комплекс
На російських кораблях зенітний артилерійський комплекс представлений двома установками АК-630М, розташованими на бортах біля ангара. Перші три кораблі для ВМС Індії озброювалися ЗРАК «Каштан», а наступні три озброєні АК-630М.

### Протичовнова зброя

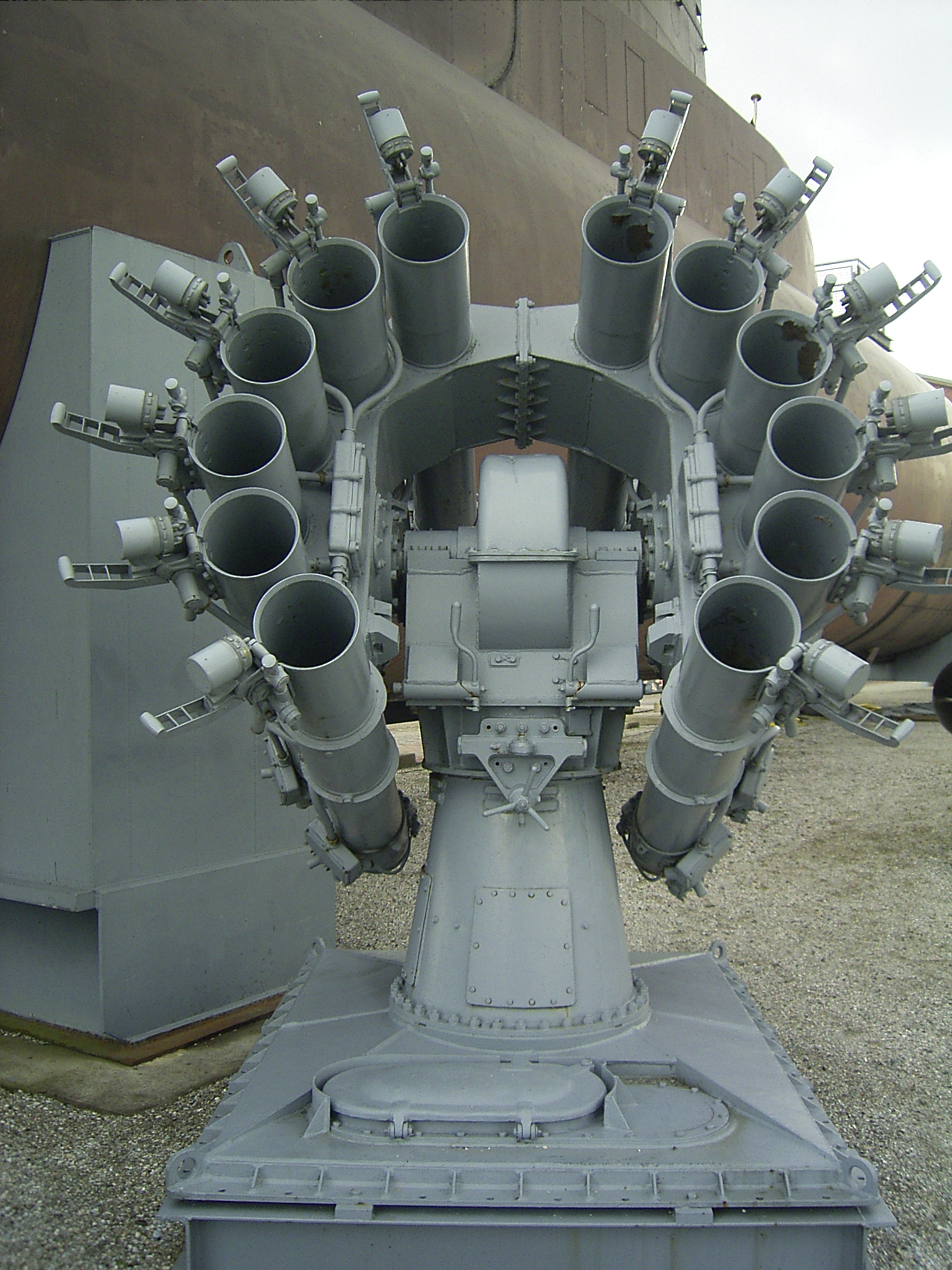
РБУ-6000

Протичовнова зброя включає 2 × 2 спарені 533 мм торпедні апарати ДТА-53-11356, 1 × 12 реактивна бомбометна установка РБУ-6000; призначено для боротьби з торпедами та підводними човнами противника.

### Радіоелектронне та гідроакустичне озброєння
Радіолокаційне озброєння (РЛС типу «Фрегат-М2М») забезпечує виявлення цілей, визначення їх координат та супровід.
Засоби управління зброєю — 4 РЛС управління зенітною зброєю, РЛС 5П-10 управління артилерійською установкою.
Озброєння радіоелектронної боротьби — 2 × 4 ПУ хибних цілей ПК10, система протиторпедного захисту «Удав» та інші слугують для протидії засобам ураження противника.

### Авіаційне озброєння
Протичовновий вертоліт Ка-27ПЛ або Ка-31 служить для виконання розвідувальних та інших завдань у ході боротьби з підводними човнами противника. Для цього сторожовий корабель обладнаний ангаром та злітно-посадковим майданчиком.

## Історія проєкту
Програму будівництва шести фрегатів проєкту 11356Р для Чорноморського флоту було затверджено у 2010 році. У 2010 та 2011 роках Міноборони Росії уклало два контракти на будівництво загалом на 6 кораблів. Вартість кожного контракту склала 40 млрд рублів (близько 13 млрд рублів за один корабель). Планувалася включити три кораблі до складу Чорноморського флоту ВМФ Росії (ЧФ) і три до складу Балтійського флоту ВМФ Росії (БФ), але після окупації Криму Росією було прийнято рішення передати всі шість кораблів до складу ЧФ. Пізніше з'явилася інформація, що додатково буде збудовано ще три кораблі для Тихоокеанського флоту ВМФ Росії (ТОФ), тим самим загальна кількість збільшиться до дев'яти. Але залишалося незрозумілим, чи додатково будуватимуться кораблі для БФ, як планувалося спочатку.
У грудні 2010 року було закладено головний корабель проєкту «Адмірал Григорович», у липні 2011 року «Адмірал Ессен», у лютому 2012 року «Адмірал Макаров», у липні 2013 року «Адмірал Бутаков» та у листопаді 2013 року «Адмірал Істомін». А в березні 2014 року «Адмірал Григорович» та у листопаді 2014 року «Адмірал Ессен» були спущені на воду для добудови.
До початку Євромайдану підприємство «Зоря — Машпроект» встигло поставити до Росії три газотурбінні установки (ГТУ), після РНБО України офіційно заборонила миколаївському підприємству постачати їх до Росії. 1 липня 2015 року на військово-морському салоні в Петербурзі головнокомандувач ВМФ Росії адмірал Віктор Чирков заявив журналістам, що через непоставку Україною ГТУ для фрегатів проєкту 11356Р, російський флот відмовиться від трьох останніх кораблів цього типу, а замість них будуть побудовані 18 кораблів проєкту 22800, озброєних крилатими ракетами, з початком будівництва у 2016 році.
Пізніше у НВО «Сатурн» отримали завдання від Міністерства оборони та уряду Росії розробити проєкт заміни українським ГТУ. У ході робочого обговорення постало питання про перепроєктування корабля під ГТУ виробництва НВО «Сатурн», а також не вдалося розв'язати питання того, хто виготовлятиме ряд механізмів. Взяття на озброєння Чорноморського флоту Росії фрегата «Адмірал Григорович» було перенесено на рік і відбулося у березні 2016 року. У травні було оголошено, що кораблі, які не мають силових установок, будуть добудовані та законсервовані до 2020 року, поки для них виготовлять двигуни російського виробництва. У червні того ж року на озброєння Чорноморського флоту Росії було взято фрегат «Адмірал Ессен».
16 жовтня 2016 року на саміті БРІКС у Гоа було оголошено про продаж недобудованих фрегатів Індії на підставі підписаної угоди про військово-технічне співробітництво. 16 грудня в ряді ЗМІ з'явилося повідомлення, що принаймні деякі з недобудованих кораблів серії отримають двигуни російського виробництва і будуть введені до складу ВМФ Росії.
14 лютого 2017 року було повторно оголошено про можливий продаж Індії недобудованих кораблів. 2 червня 2017 року газета «Известия» у матеріалі «Застряглі „Буревісники“ повернуть у серію. Російські кораблебудівники відновлюють будівництво фрегатів проєкту 11356Р, припинене через відмову Києва постачати двигуни», повідомила, що Об'єднана суднобудівна корпорація (ОСК) відновить роботу над трьома фрегатами проєкту 11356Р «Буревестник». Рішення про продовження робіт прийнято за підсумками попередніх випробувань нових російських газотурбінних установок М70ФРУ та М90ФР. На думку експертів, поява цих кораблів суттєво розширить можливості Військово-морського флоту (ВМФ) у Середземному морі, Центральній та Північній Атлантиці, а також Арктичній зоні.
1 липня 2017 року заступник головнокомандувача ВМФ Росії з озброєння віцеадмірал Віктор Бурсук під час Міжнародного військово-морського салону (МВМС-2017) заявив журналістам, що друга трійка кораблів, що простоювала без українських двигунів, — «Адмірал Бутаков», «Адмірал Істомін» та «Адмірал Корнілов» — буде добудовано і передано Чорноморському флоту ВМФ Росії. У вересні з'явилася інформація про можливе укладання контракту з Індією на будівництво фрегатів за схемою «2+2», що передбачає будівництво двох у Росії та двох в Індії. При цьому, за заявою помічника президента РФ з питань військово-технічного співробітництва Володимира Кожина, Росія може поставити два недобудовані фрегати з другої трійки. ГЕУ для цих фрегатів індійська сторона мала закупити в Україні самостійно.
23 серпня 2017 року під час міжнародного військово-технічного форуму «Армія-2017» віцепрезидент Об'єднаної суднобудівної корпорації Ігор Пономарьов офіційно підтвердив, що тільки один з недобудованих кораблів — «Адмірал Бутаков» — добудують для російського ВМФ, а два інших — «Адмірал Істомін» і «Адмірал Корнілов» — все-таки продадуть Індії.
11 січня 2018 року заступник міністра оборони РФ Юрій Борисов заявив журналістам, що друга трійка фрегатів проєкту 11356Р, будівництво якої простоювало через відмову українського підприємства «Зоря — Машпроект» поставити для них силові установки, буде добудована з російськими двигунами, а їхнє майбутнє місце служби визначить керівництво ВМФ Росії. «Вони закладені та зараз в різній мірі готовності, їхнє будівництво було пригальмоване саме через відсутність силових установок, але тепер їхньому будівництву нічого не заважає. Куди вони підуть — вирішить флот», — заявив заступник міністра.
У 2019 році індійський військовий сайт LiveFistdefence.com повідомив, що російська корабельня «Янтар» побудує 2 фрегати класу «Advanced Talwar» (проєкт 11356) і поставить їх ВМС Індії до кінця 2012 року, при цьому перший авансовий платіж, відповідно до угоди про будівництво 4 фрегатів проєкту 11356, на суму 950 мільйонів доларів США Індія вже переказала. За умовами угоди, до 2 недобудованих корпусів фрегатів 11356, від яких російський флот був змушений відмовитися через війну з Україною, будуть опціонально додані ще 2 кораблі, які побудують за ліцензією на корабельні індійської державної компанії Goa Shipyard Ltd. Газотурбінні установки (ГТУ) були закуплені безпосередньо Індією в Україні та будуть постачатися на «Янтарь» індійським урядом, заявив генеральний директор прибалтійського суднобудівного заводу «Янтарь» Едуард Єфімов.
У лютому 2021 року Прибалтійський суднобудівний завод «Янтарь» (входить до Об'єднаної суднобудівної корпорації) передав Міноборони Росії пропозиції, як можна добудувати фрегат проєкту 11356 «Адмірал Корнілов». Про це в інтерв'ю ТАСС повідомив генеральний директор підприємства Ілля Самарін. «Відповідні пропозиції було викладено заступнику міністра оборони Олексію Юрійовичу Криворучку під час його візиту на „Янтарь“ у жовтні. Доведено низку напрямків, за якими корабель (фрегат „Адмірал Корнілов“) міг би бути добудований»,— сказав він. «Корпус корабля сформовано. При розв'язанні питання з головною енергетичною установкою його можна будувати далі. Ми чекаємо на рішення Міноборони», — додав він.
На початку 2022 року ухвалено рішення про консервацію корпусу.

## Представники проєкту
| № | Назва                          | Борт № | Зав №        | Закладення       | Спуск на воду          | Введення в дію | Місце служби | Стан                                                              | Примітки              |  |
| 1 | «Адмірал Григорович»           | 494    | 01357        | 18.12.2010       | 14.03.2014             | 11.03.2016     | ЧФ           | У строю                                                           | У складі 30-ї ДиНК ЧФ |  |
| 2 | «Адмірал Ессен»                | 490    | 01358        | 08.07.2011       | 07.11.2014             | 07.06.2016     | ЧФ           | У строю                                                           | У складі 30-ї ДиНК ЧФ |  |
| 3 | «Адмірал Макаров»              | 499    | 01359        | 29.02.2012       | 02.09.2015             | 27.12.2017     | ЧФ           | У строю                                                           | У складі 30-ї ДиНК ЧФ |  |
| 4 | «Tushil» (екс-Адмірал Бутаков) |        | 01360/ 01457 | 12.07.2013/ 2019 | 02.03.2016/ 28.10.2021 | 12.2022        | ВМС Індії    | Добудовується на плаву, готується до швартовних випробувань       |                       |  |
| 5 | «Tamala» (екс-Адмірал Істомін) |        | 01361/ 01458 | 15.11.2013/ 2019 | 11.2017/ 2022          | 12.2023        | ВМС Індії    | Готується до спуску на воду                                       |                       |  |
| 6 | «Адмірал Корнілов»             |        | 01362        | 12.2013          | 11.2017                |                |              | Готовий корпус законсервовано, планується добудова для ВМС Індії. |                       |  |

Кольори таблиці:

Білий — недобудований або утилізований до спуску на воду

 Зелений  — діючий у складі ВМФ Росії

 Червоний  — списаний, утилізований або втрачений